# Naptömeg

Néhány csillag mérete, és tömege: a legkisebb a Pisztoly-csillag (340 R☉), mely egyben a legnehezebb is (150 M☉). A többi: Ró Cassiopeiae (450 R☉/40 M☉), Betelgeuze (1000 R☉/20 M☉), és a VY Canis Majoris (2100 R☉/30-40 M☉). (A Nap (1 R☉/1 M☉) a képen nem látható)

A naptömeg (szimbóluma M☉) a Nap tömege, ez a csillagászatban viszonyítási alap a csillagok és a náluk nehezebb égi objektumok tömegének szemléletessé tételéhez. Értéke 1,9891·1030 kg, a Föld tömegének 332 950-szerese, a Jupiter tömegének 1047,56-szorosa. A csillagok tömege jellemzően 0,08–100 naptömeg közti érték.
{\displaystyle M_{\odot }=(1,98892\ \pm \ 0,00025)\ \times 10^{30}{\hbox{ kg}}}
Értéke meghatározható, ha pontosan ismerjük az év hosszát, a Nap és a Föld távolságát (CsE) és a gravitációs állandó értékét.
A gravitációs állandót először Henry Cavendish mérte meg 1798-ban, torziós inga segítségével. A kapott eredmény mindössze 1%-kal tért el a ma használt értéktől. A Nap precíz naponkénti parallaxisát a Vénusz 1761-es és 1769-es átvonulásakor határozták meg, eredményként akkor 9 szögmásodpercet kaptak (az 1976-ban mért jelenleg használt értéke 8,794148 szögmásodperc). Ha ismert a naponkénti parallaxis, akkor a Föld alakjából meghatározható a Nap távolsága.
Isaac Newton volt az első, aki megbecsülte a Nap tömegét. Principia című munkájában a Föld és a Nap tömegének arányaként 1/28 700-at ír. Később felfedezte, hogy számításhoz használt napparallaxis értéke hibás. Így rossz eredményre jutott, amikor megpróbálta kiszámítani a Nap távolságát (1 CsE). A Principia harmadik kiadásában az újraszámolt 1/169 282 érték jelent meg. A napparallaxis értéke valójában még kisebb, a helyes tömegarány pedig 1/332 946.
A Nap tömege az életkorához viszonyítva lassan csökken. A tömegvesztés két különböző folyamat eredménye, a Nap mindkét folyamat során nagyságrendben hasonló mennyiséget veszít. Az egyik ilyen folyamat a magban lejátszódó magfúzió; a proton-proton ciklus során a csillag hidrogénkészlete héliummá alakul át. A tömeg-energia ekvivalenciából
következően a tömeg egy része energiává alakul. Ezt az energiát a Nap kisugározza. A második ilyen folyamat a napszél, vagyis elektronok és protonok kibocsátása az űrbe.

## Kapcsolódó mértékegységek
Egy naptömeg értéke más mennyiségekben kifejezve:
- 27 068 510 Holdtömeg (ML)
- 332 946 Földtömeg (M⊕)
- 1047,56 Jupitertömeg (MJ)

Az általános relativitáselméletből következően idővel, vagy hosszúsággal kifejezve:
{\displaystyle M_{\odot }{\frac {G}{c^{2}}}\approx 1,48~\mathrm {km} ;\ \ M_{\odot }{\frac {G}{c^{3}}}\approx 4,93~\mu \mathrm {s} }

## Lásd még
- Chandrasekhar-határ
- Nagyságrendek listája (tömeg)
- Nap

## Ajánlott irodalom
- I.-J. Sackmann, A. I. Boothroyd (2003). „Our Sun. V. A Bright Young Sun Consistent with Helioseismology and Warm Temperatures on Ancient Earth and Mars”. The Astrophysical Journal 583 (2), 1024–1039. o. DOI:10.1086/345408.

## Fordítás
- Ez a szócikk részben vagy egészben  a   Solar mass című angol Wikipédia-szócikk fordításán alapul.  Az eredeti cikk szerkesztőit annak laptörténete sorolja fel. Ez a jelzés csupán a megfogalmazás eredetét és a szerzői jogokat jelzi, nem szolgál a cikkben szereplő információk forrásmegjelöléseként.